# Bahnstrecke Bodenwöhr–Nittenau
| |                      |                                                  |                                                |
| Streckennummer (DB): | 5803                 |                                                  |                                                |
| Kursbuchstrecke: | 423e (1946)          |                                                  |                                                |
| Streckenlänge: | 10,8 km              |                                                  |                                                |
| Spurweite: | 1435 mm (Normalspur) |                                                  |                                                |
| Streckenklasse: | C$                   |                                                  |                                                |
| |                      |                                                  |                                                |
| \| \| \| von Furth im Wald \| \| \| \| \| \| \| \| \| 0,271 \| Bodenwöhr Nord (bis etwa 1940 Bodenwöhr Bahnhof) \| 379 m \| \| \| \| \| \| \| \| \| nach Rötz \| \| \| \| \| nach Schwandorf \| \| \| \| 1,700 \| Bodenwöhr Hütte (bis etwa 1940: Bodenwöhr Ort) \| Bodenwöhr Hütte (bis etwa 1940: Bodenwöhr Ort) \| \| \| 4,910 \| Bruck (Oberpf) \| 362 m \| \| \| 7,200 \| St. Hubertus (bis etwa 1920) \| St. Hubertus (bis etwa 1920) \| \| \| 8,392 \| Nittenau (neu) \| Nittenau (neu) \| \| \| 10,830 \| Nittenau \| 354 m \| \| \| \| \| \| \| Quellen: [1][2][3][4][5][6] \| \| \| \| |                      |                                                  |                                                |
| Strecke |                      | von Furth im Wald                                | von Furth im Wald                              |
| |                      |                                                  |                                                |
| Bahnhof | 0,271                | Bodenwöhr Nord (bis etwa 1940 Bodenwöhr Bahnhof) | 379 m                                          |
| |                      |                                                  |                                                |
| Abzweig geradeaus und ehemals nach rechts |                      | nach Rötz                                        | nach Rötz                                      |
| Abzweig geradeaus und nach rechts |                      | nach Schwandorf                                  | nach Schwandorf                                |
| ehemaliger Haltepunkt / Haltestelle | 1,700                | Bodenwöhr Hütte (bis etwa 1940: Bodenwöhr Ort)   | Bodenwöhr Hütte (bis etwa 1940: Bodenwöhr Ort) |
| ehemaliger Bahnhof | 4,910                | Bruck (Oberpf)                                   | 362 m                                          |
| ehemaliger Haltepunkt / Haltestelle | 7,200                | St. Hubertus (bis etwa 1920)                     | St. Hubertus (bis etwa 1920)                   |
| Betriebs-/Güterbahnhof Strecke ab hier außer Betrieb | 8,392                | Nittenau (neu)                                   | Nittenau (neu)                                 |
| Betriebs-/Güterbahnhof Streckenende (Strecke außer Betrieb) | 10,830               | Nittenau                                         | 354 m                                          |
| |                      |                                                  |                                                |
| Quellen: |                      |                                                  |                                                |

Die Bahnstrecke Bodenwöhr Nord–Nittenau ist eine Nebenbahn in Bayern. Sie zweigt in Bodenwöhr aus der Hauptbahn Schwandorf–Furth im Wald ab und führt nach Nittenau.

## Geschichte
Am 5. November 1907 eröffneten die Bayerischen Staats-Eisenbahnen eine elf Kilometer lange normalspurige Strecke, die in der etwa zwei Kilometer nördlich des Ortes Bodenwöhr angelegten Station Bodenwöhr Nord abzweigt und in südlicher Richtung über Bodenwöhr Hütte und den Markt Bruck ihr Ziel im Regental erreicht.
Der Personenverkehr wurde zum 22. Mai 1955 eingestellt. Der Güterverkehr – hauptsächlich Schottertransport – wird bis heute betrieben. Im Personenverkehr fahren nur vereinzelt Sonderzüge. Es gibt Forderungen aus der Region, die sich für einen regelmäßigen Personenverkehr aussprechen. Unter anderem setzt sich hierfür auch die in Bruck wohnende Emilia Müller, die von 2013 bis 2018 bayerische Staatsministerin für Arbeit und Soziales, Familie und Integration war, ein. Diese hat hier ebenfalls ihren Wahlkreis.
Im Güterverkehr wurden neben kleineren Anschließern bis 1971 das Hüttenwerk Bodenwöhr und bis 2000 das Spanplattenwerk in Nittenau bedient. Danach blieb nur noch der Schotterverkehr vom Bahnhof Nittenau, wo Mitte der 1980er Jahre eine Schotterverladestelle eingerichtet wurde. Diese wurde ungefähr im Jahr 2002 zwei Kilometer nördlich an die freie Strecke verlegt. Der alte Bahnhof Nittenau wurde jedoch zum Umfahren der Lok angefahren. Um diesen zusätzlichen Weg einzusparen, wurde im August 2012 ein Umfahrgleis an der neuen Schotterverladestelle errichtet, die damit betrieblich zum neuen Bahnhof Nittenau wurde.
Am 2. Juni 2010 genehmigte das Eisenbahn-Bundesamt die Stilllegung für das Reststück ab Kilometer 8,43 bis zum Streckenende im alten Bahnhof Nittenau zum 31. August 2012. Dieser Abschnitt ist zu einem Radweg umgebaut worden.